# Gamasomorpha brasiliana
Gamasomorpha brasiliana là một loài nhện trong họ Oonopidae.
Loài này thuộc chi Gamasomorpha. Gamasomorpha brasiliana được miêu tả năm 1938 bởi Bristowe.